# Juan de Beverley
San Juan de Beverley (Harpham, siglo VII - Beverley, 7 de mayo de 721) fue un monje benedictino de la Abadía de Whitby, obispo de Hexham y arzobispo metropolitano de York, fundador del monasterio de Beverley y venerado como santo en la Iglesia católica y en la comunión anglicana.

## Biografía
Estudió en Canterbury junto a san Adrián antes de convertirse en monje en la abadía de Whitby. Nombrado obispo de Hexham en 687, fue nombrado arzobispo de York en 705, según san Beda el Venerable, sustituyendo a Bosa de York. Es recordado por ser uno de los primeros interesados en la educación de las personas con sordera, ya que, según el mismo Beda, instruyó y curó milagrosamente a un niño sordo.
Fundó la abadía de Beverley y se retiró en 717, dejando como sucesor a Wilfrid II. Murió seis años más tarde y fue enterrado en la iglesia Beverley Minster.

## Culto

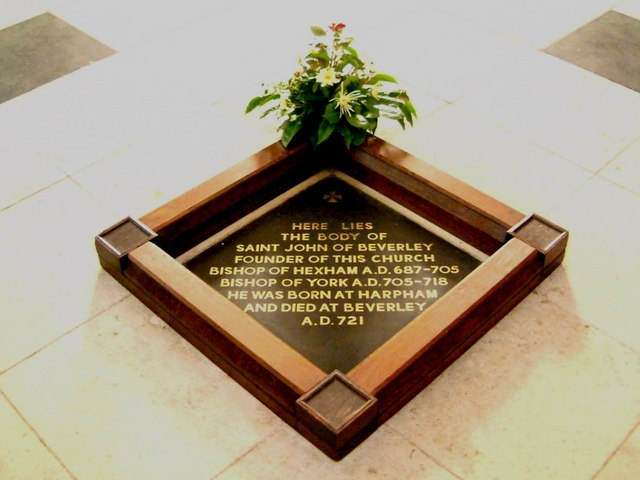
Tumba de Juan de Beverley en la Beverley Minster.

Fue canonizado en 1037, por el papa Benedicto IX. En la Iglesia Católica se celebra su memoria litúrgica el 7 de mayo (dies natalis) y el 25 de octubre (traslación de las reliquias). En 1415, el rey Enrique V de Inglaterra atribuyó su victoria en Agincourt a Juan de Beverley, ya que la batalla homónima tuvo lugar el 25 de octubre.